# Kanton Maizières-lès-Metz
Kanton Maizières-lès-Metz (fr. Canton de Maizières-lès-Metz) byl francouzský kanton v departementu Moselle v regionu Lotrinsko. Tvořilo ho pět obcí. Zrušen byl po reformě kantonů 2014.

## Obce kantonu
- Hagondange
- Hauconcourt
- Maizières-lès-Metz
- Semécourt
- Talange